# 間瀬秀一
間瀬 秀一 （ませ しゅういち、1973年10月22日 - ） は、三重県四日市市出身の元サッカー選手。サッカー指導者、通訳者。

## 来歴
小学校3年からサッカーを始め、小・中学校時代は地域代表にも選ばれた。暁中学校・高等学校卒。
1996年、日本体育大学卒業後にアメリカ合衆国に渡る。1997年、ユナイテッドサッカーリーグのクラブとプロ契約。その後、メキシコ、グアテマラ、エルサルバドル、クロアチアの2部、3部リーグでプレー。シンガポールリーグへの挑戦も試みるが、2002年に帰国し引退した。スピードを特徴とするトップ下で、現役最後の所属クラブ、トルニェの監督は、アグレッシブさ、フィジカル、機敏さ、ドリブル、ジャンプ力に特長があり、特にスピードは優れていると評価されていた。渡航した国々で英語・スペイン語・ポルトガル語をマスターしており、この経験が後の通訳業へと通じる事となる。
2002年9月、クロアチアへ再渡航、セカンドキャリアとしてJリーグの通訳を目指しザグレブ大学の短期コースにて正式にクロアチア語を学んだ。関西国際空港税関やクロアチアサッカー協会の通訳として働いていたが、2003年、ジェフユナイテッド市原より通訳職のオファーを受け帰国。イビチャ・オシム、アマル・オシム両監督の通訳を務めた。2004年に日本サッカー協会公認C級コーチライセンスを、2007年に日本サッカー協会公認B級コーチライセンスを取得。
2007年よりジェフユナイテッド千葉のトップチームコーチを務める。2009年は千葉のスカウトを務める。同年シーズン終了をもって千葉を退団。
2010年からはファジアーノ岡山FCのコーチに就任した。2012年をもって退団し、東京ヴェルディのコーチに就任。2013年シーズン終了後に1年で東京Vを退団。
2014年度よりJFA 公認S級コーチ（現：JFA Proライセンス）の講習会を受講し、2015年1月15日にS級ライセンスを取得したことが日本サッカー協会より発表された。その翌日、1月16日にブラウブリッツ秋田の監督に就任することが発表された。母親と祖父母が秋田県男鹿市出身という縁があった。
2016年11月29日、契約満了に伴い退任と合わせて、愛媛FCの監督就任が発表された。
2018年5月15日、愛媛FCから契約を解除された。同年7月11日、ブラウブリッツ秋田の監督に復帰。2019年を持って退任した。
2020年6月12日、那須信夫の運営するジュニアサッカークラブ、WYVERNのポリバレントコーチに就任。
2021年4月1日より日本サッカー協会のアジア貢献事業の一環としてモンゴル国サッカー連盟に派遣され、モンゴル代表及びU-23モンゴル代表の代表監督を務めることになった。契約期間は2023年1月31日まで。しかし、同年12月16日に眼の病気で退任した。
2023年12月12日、ヴィアティン三重の監督に就任した。
2025年7月15日、契約解除によりヴィアティン三重監督を解任された。

## 所属クラブ
- 暁中学校・高等学校
- 日本体育大学
- 1997年  サンフェルナンド・ヴァレイ・ゴールデン・イーグルス（英語版）[2]
- 1998年  サイドキックス（フットサル）
- 1999年  デポルティーボ・アマティトラン（スペイン語版）
- 1999年  デポルティーボ・ミクトラン（スペイン語版）
- 2000年  CDサン・ルイスFC（スペイン語版）
- 2000年  NKシュパンスコ（クロアチア語版）
- 2000年  NKスラヴォナツ・スタリ・ペルコヴチ（クロアチア語版）
- 2000年  NKノヴァリャ
- 2000年  NKトルニェ（クロアチア語版）

## 個人成績
| 国内大会個人成績 | 国内大会個人成績          | 国内大会個人成績 | 国内大会個人成績         | 国内大会個人成績 | 国内大会個人成績 | 国内大会個人成績 | 国内大会個人成績 | 国内大会個人成績 | 国内大会個人成績 | 国内大会個人成績 | 国内大会個人成績 |
| 年度             | クラブ                    | 背番号           | リーグ                   | リーグ戦         | リーグ戦         | リーグ杯         | リーグ杯         | オープン杯       | オープン杯       | 期間通算         | 期間通算         |
| 年度             | クラブ                    | 背番号           | リーグ                   | 出場             | 得点             | 出場             | 得点             | 出場             | 得点             | 出場             | 得点             |
| アメリカ         | アメリカ                  | アメリカ         | アメリカ                 | リーグ戦         | リーグ戦         | リーグ杯         | リーグ杯         | USオープン杯     | USオープン杯     | 期間通算         | 期間通算         |
| ---------------- | ------------------------- | ---------------- | ------------------------ | ---------------- | ---------------- | ---------------- | ---------------- | ---------------- | ---------------- | ---------------- | ---------------- |
| 1997             | SFVゴールデン・イーグルス |                  | USL                      | 12               | 2                |                  |                  |                  |                  | 12               | 2                |
| グアテマラ       | グアテマラ                | グアテマラ       | グアテマラ               | リーグ戦         | リーグ戦         | リーグ杯         | リーグ杯         | オープン杯       | オープン杯       | 期間通算         | 期間通算         |
| 1999             | アマティトラン            |                  | グアテマラ・プリメーラ   | 11               | 2                |                  |                  |                  |                  | 11               | 2                |
| 1999             | ミクトラン                |                  | グアテマラ・プリメーラ   | 5                | 2                |                  |                  |                  |                  | 5                | 2                |
| エルサルバドル   | エルサルバドル            | エルサルバドル   | エルサルバドル           | リーグ戦         | リーグ戦         | リーグ杯         | リーグ杯         | オープン杯       | オープン杯       | 期間通算         | 期間通算         |
| 2000             | サン・ルイス              |                  | エルサルバドル・セグンダ | 4                | 3                |                  |                  |                  |                  | 4                | 3                |
| クロアチア       | クロアチア                | クロアチア       | クロアチア               | リーグ戦         | リーグ戦         | リーグ杯         | リーグ杯         | オープン杯       | オープン杯       | 期間通算         | 期間通算         |
| 2000             | シュパンスコ              |                  | 3.HNL中央                | 4                | 0                |                  |                  |                  |                  | 4                | 0                |
| 2000             | スラヴォナツ              |                  | 3.HNL東                  | 11               | 8                |                  |                  |                  |                  | 11               | 8                |
| 2000             | ノヴァリャ                |                  | 3.HNL中央                | 17               | 10               |                  |                  |                  |                  | 17               | 10               |
| 2000             | トルニェ                  |                  | 2.HNL                    | 12               | 4                |                  |                  |                  |                  | 12               | 4                |
| 通算             | アメリカ                  | アメリカ         | USL                      | 12               | 2                |                  |                  |                  |                  | 12               | 2                |
| 通算             | グアテマラ                | グアテマラ       | グアテマラ・プリメーラ   | 16               | 4                |                  |                  |                  |                  | 16               | 4                |
| 通算             | エルサルバドル            | エルサルバドル   | エルサルバドル・セグンダ | 4                | 3                |                  |                  |                  |                  | 4                | 3                |
| 通算             | クロアチア                | クロアチア       | 2.HNL                    | 12               | 4                |                  |                  |                  |                  | 12               | 4                |
| 通算             | クロアチア                | クロアチア       | 3.HNL中央                | 21               | 10               |                  |                  |                  |                  | 21               | 10               |
| 通算             | クロアチア                | クロアチア       | 3.HNL東                  | 11               | 8                |                  |                  |                  |                  | 11               | 8                |
| 総通算           | 総通算                    | 総通算           | 総通算                   | 76               | 31               | 0                | 0                | 0                | 0                | 76               | 31               |

## 指導歴
- 2003年 - 2009年  ジェフユナイテッド市原
  - 2003年 - 2006年 ：監督通訳
  - 2007年 - 2009年 ：トップチームコーチ
- 2010年 - 2012年  ファジアーノ岡山：トップチームコーチ
- 2013年  東京ヴェルディ：トップチームコーチ
- 2015年 - 2016年  ブラウブリッツ秋田：監督
- 2017年 - 2018年5月  愛媛FC：監督
- 2018年7月 - 2019年  ブラウブリッツ秋田：監督
- 2020年6月 - 2021年3月  wyvern：ポリバレントコーチ
- 2021年4月 - 2021年12月 モンゴル代表、U-23モンゴル代表：監督
- 2022年1月 - 2022年12月 wyvern U13監督
- 2023年1月 - 12月  wyvern トップチーム監督（東海社会人リーグ１部）
- 2024年 -  2025年7月  ヴィアティン三重 トップチーム監督

## 監督成績
| 年度   | 所属   | クラブ | リーグ戦 | リーグ戦 | リーグ戦 | リーグ戦 | リーグ戦 | リーグ戦 | カップ戦  | カップ戦 |
| 年度   | 所属   | クラブ | 順位     | 勝点     | 試合     | 勝       | 分       | 敗       | Jリーグ杯 | 天皇杯   |
| ------ | ------ | ------ | -------- | -------- | -------- | -------- | -------- | -------- | --------- | -------- |
| 2015   | J3     | 秋田   | 8位      | 45       | 36       | 12       | 9        | 15       | -         | 2回戦    |
| 2016   | J3     | 秋田   | 4位      | 50       | 30       | 14       | 8        | 8        | -         | 2回戦    |
| 2017   | J2     | 愛媛   | 15位     | 51       | 42       | 14       | 9        | 19       | -         | 2回戦    |
| 2018   | J2     | 愛媛   | 20位     | 10       | 14       | 2        | 4        | 8        | -         | -        |
| 2018   | J3     | 秋田   | 8位      | 22       | 16       | 6        | 4        | 6        | -         | -        |
| 2019   | J3     | 秋田   | 8位      | 49       | 34       | 13       | 10       | 13       | -         | 1回戦    |
| J2通算 | J2通算 | J2通算 | -        | -        | 56       | 16       | 13       | 27       | -         | -        |
| J3通算 | J3通算 | J3通算 | -        | -        | 116      | 45       | 31       | 40       | -         | -        |

- 2018年の愛媛は契約解除時点での成績。
- 2018年の秋田は監督就任以降での成績。